# Carrera del Golfo al Pacífico
La Carrera del Golfo al Pacífico es una competencia de rally de regularidad en México, avalada y sancionada por la Comisión Nacional de Rallies de México como una prueba especial, ya que no forma parte de ninguno de sus campeonatos. Sin embargo, la Carrera también es sancionada por la Comisión Nacional Vintage desde 2012 como parte de la Copa de Rallies Vintage.

## Historia
La Carrera surgió como una alternativa a la primera Carrera Panamericana, después de que ésta fuera suspendida en 1955 por problemas de seguridad y de elevados costos de organización. Surgió con el nombre de Carrera de Costa a Costa y su primera edición se llevó a cabo el 7 y 8 de diciembre de 1963. El ganador de la prueba fue Ignacio Cuenca a bordo de un Porsche 1600.
Al año siguiente se celebró la segunda y última edición de la carrera, la cual contó con la participación de pilotos destacados en el automovilismo mexicano como Pedro Rodríguez y Moisés y José Antonio Solana. El triunfador de la segunda edición de la prueba fue Guillermo “Billy” Sprowls Jr.
En memoria a la Carrera de Costa a Costa se organizó en 2002 la primera edición de Carrera del Golfo al Pacífico, la cual inicia en el Puerto de Veracruz y concluye en el Puerto de Acapulco. En su recorrido atraviesa los estados de Morelos y Guerrero y cubre una ruta de aproximadamente mil kilómetros en total. La prueba se ha celebrado desde sus inicios con carácter internacional.

## Ganadores anteriores
| Año  | Piloto                  | Navegante                   | Automóvil         | Notas |
| ---- | ----------------------- | --------------------------- | ----------------- | ----- |
| 1963 | Ignacio Cuenca          |                             | Porsche 1600      |       |
| 1964 | Guillermo Sprowls Jr.   | Francisco Díaz              | Dodge             |       |
| 2002 | Rafael Vargas           | Francisco Martínez Gallardo | MG A              |       |
| 2003 | Fernando Couto          | Rodrigo Arrioja             | Jaguar S-Type     |       |
| 2004 | Arturo Gamboa de Buen   | Miguel Garza Hoth           | Porsche 914       |       |
| 2005 | Fernando Couto          | Rodrigo Arrioja             | Jaguar S-Type     |       |
| 2006 | Eduardo López Márquez   | José Antonio Arellano       | Audi TT           |       |
| 2007 | Luis Orduña             | Luis Orduña Jr.             | Jaguar X-Type     |       |
| 2008 | Luis Orduña             | Luis Orduña Jr.             | Ford Focus        |       |
| 2009 | Rogelio Martínez        | Eduardo Naranjo             | Chevrolet Astra   |       |
| 2010 | Luis Orduña             | Luis Orduña Jr.             | Ford Focus RS     |       |
| 2011 | Eduardo López Márquez   | José Antonio Arellano       | Mini              |       |
| 2012 | Gabriel Marín           | Gabriel Marín Jr.           |                   | [ 4 ] |
| 2013 | Eduardo López Márquez   | José Antonio Arellano       | Mitsubishi Evo IX |       |
| 2014 | Luis Alberto Obregón G. | José Antonio Arellano       | Audi A5           |       |
| 2015 | Miguel Amerlinck        | Bandera de México           | Mitsubishi Evo IX |       |
| 2016 | Luis Orduña             | Luis Orduña Jr              | Ford Focus RS     |       |
| 2017 | Luis Orduña             | Aquiles Orduña              | Ford Focus RS     |       |
| 2018 | Luis Orduña             | Luis Orduña Jr              | Ford Focus RS     |       |